# Glycynympha
Glycynympha är ett släkte av fjärilar. Glycynympha ingår i familjen plattmalar.
Kladogram enligt Catalogue of Life:
| Glycynympha | \| \| Glycynympha roseocostella \| \| \| \| \| \| Glycynympha sandycopa \| \| \| \| |
|             | \| \| Glycynympha roseocostella \| \| \| \| \| \| Glycynympha sandycopa \| \| \| \| |
|             | Glycynympha roseocostella                                                           |
|             |                                                                                     |
|             | Glycynympha sandycopa                                                               |
|             |                                                                                     |